# کیریتیماتی
کیریتیماتی (به لاتین: Kiritimati) یک جزیره در کیریباتی است که در جزایر لاین واقع شده‌است.

## خصوصیات
کیریتیماتی ۳۸۸٫۳۹ کیلومترمربع مساحت و ۵٬۵۸۶ نفر جمعیت دارد.